# Shōji Nishimura
Shōji Nishimura (西村 祥治, Nishimura Shōji) (30 de novembro de 1889 – 24 de outubro de 1944) foi um almirante da Marinha Imperial Japonesa, que morreu em combate naval durante a Batalha do Golfo de Leyte, na Segunda Guerra Mundial.
Nishimura comandou uma frota de navios de superfície - dois encouraçados, um cruzador pesado e diversos destróieres - durante a luta no Estreito de Surigao, um dos confrontos navais ocorridos na Batalha do Golfo de Leyte, contra a Força Tarefa Aliada, na tentativa de impedir o desembarque das tropas americanas nas Filipinas em outubro de 1944, e morreu afundando junto com seu navio, o encouraçado Yamashiro.